# Charlotte Bobcats 2006-2007
La stagione 2006-07 dei Charlotte Bobcats fu la 17ª nella NBA per la franchigia.
I Charlotte Bobcats arrivarono quarti nella Southeast Division della Eastern Conference con un record di 33-49, non qualificandosi per i play-off.

## Roster
| N° | Naz.                   | Ruolo | Sportivo           | Anno | Alt. | Peso |
| -- | ---------------------- | ----- | ------------------ | ---- | ---- | ---- |
| 0  | Stati Uniti (bandiera) | G     | Jeff McInnis       | 1974 | 193  | 86   |
| 1  | Stati Uniti (bandiera) | C     | Ryan Hollins       | 1984 | 213  | 104  |
| 2  | Stati Uniti (bandiera) | C     | Melvin Ely         | 1978 | 208  | 118  |
| 3  | Stati Uniti (bandiera) | A     | Gerald Wallace     | 1982 | 201  | 98   |
| 5  | Argentina (bandiera)   | A     | Wálter Herrmann    | 1979 | 206  | 102  |
| 7  | Slovenia (bandiera)    | C     | Primož Brezec      | 1979 | 218  | 114  |
| 13 | Stati Uniti (bandiera) | G     | Matt Carroll       | 1976 | 198  | 96   |
| 15 | Stati Uniti (bandiera) | GA    | Alan Anderson      | 1982 | 198  | 100  |
| 20 | Stati Uniti (bandiera) | G     | Raymond Felton     | 1984 | 185  | 90   |
| 22 | Stati Uniti (bandiera) | G     | Brevin Knight      | 1975 | 178  | 78   |
| 23 | Stati Uniti (bandiera) | G     | Derek Anderson     | 1974 | 196  | 88   |
| 24 | Stati Uniti (bandiera) | AC    | Othella Harrington | 1974 | 206  | 107  |
| 35 | Stati Uniti (bandiera) | A     | Adam Morrison      | 1984 | 203  | 93   |
| 42 | Stati Uniti (bandiera) | A     | Sean May           | 1984 | 206  | 121  |
| 43 | Stati Uniti (bandiera) | C     | Jake Voskuhl       | 1977 | 211  | 111  |
| 50 | Stati Uniti (bandiera) | AC    | Emeka Okafor       | 1982 | 208  | 114  |
| 55 | Stati Uniti (bandiera) | A     | Eric Williams      | 1972 | 203  | 100  |

## Staff tecnico
- Allenatore: Bernie Bickerstaff
- Vice-allenatori: J.B. Bickerstaff, Jeff Capel, Gary Kloppenburg, John Outlaw